# Hạt Phủ doãn Tông tòa Battambang

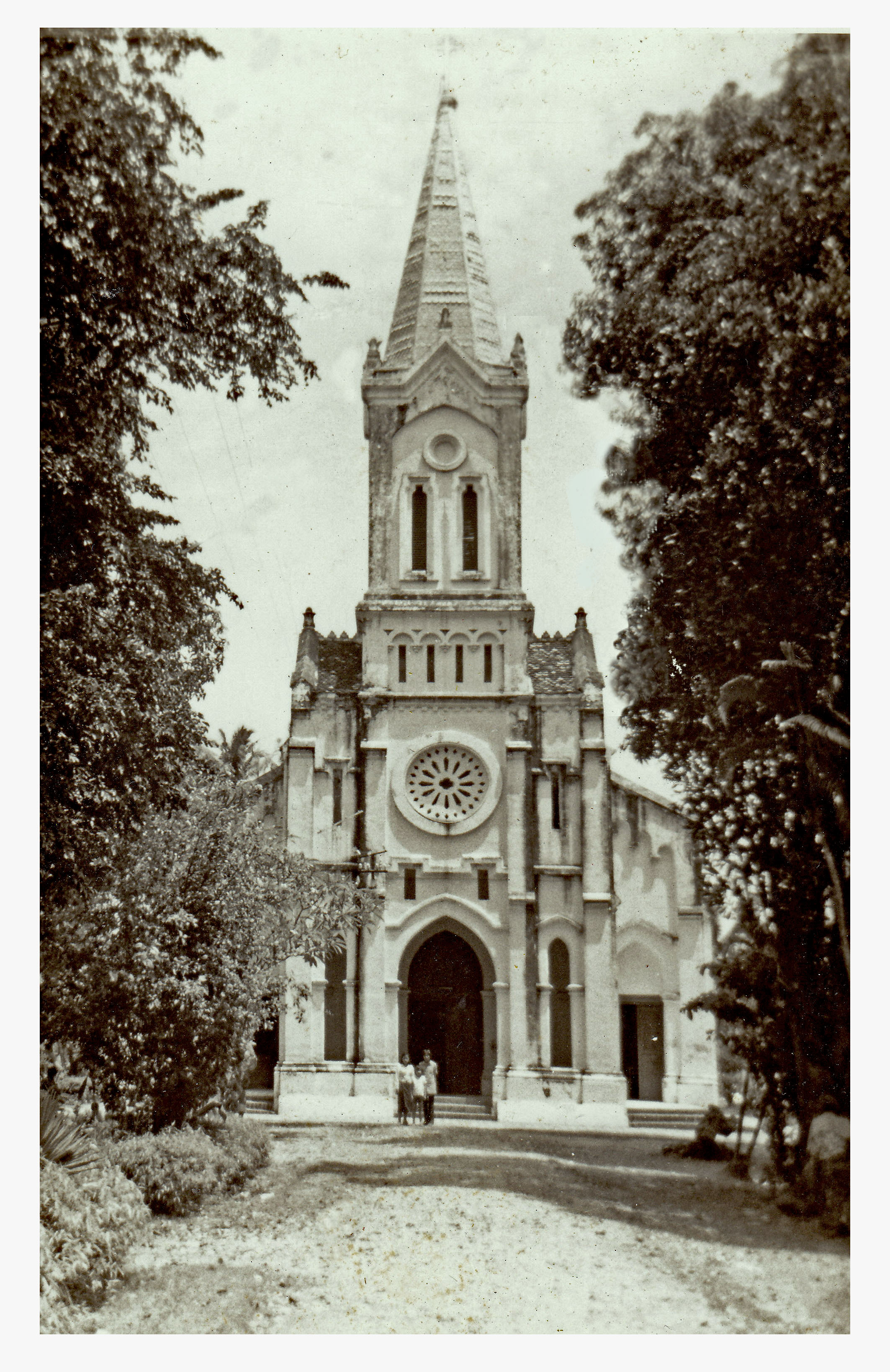
Nhà thờ chính tòa cũ ở Battambang, đã bị chính quyền Khmer Đỏ phá hủy

Hạt Phủ doãn Tông tòa Battambang (tiếng Khmer: ភូមិភាគបាត់ដំបង; tiếng Latinh: Praefectura Apostolica Battambangensis) là một Hạt Phủ doãn Tông tòa của Giáo hội Công giáo Rôma tại Campuchia. Lãnh đạo đương nhiệm của Hạt Phủ doãn Tông tòa là Giám mục Enrique Figaredo Alvargonzales (Dòng Tên).

## Địa giới
Hạt Phủ doãn Tông tòa bao phủ diện tích 80,430 km² vùng phía tây bắc Campuchia, bao gồm các tỉnh Banteay Meanchey, Battambang, Kampong Chhnang, Kampong Thom, Oddar Meancheay, Pailin, Preah Vihear, Pursat và Siem Reap. Hạt Phủ doãn Tông tòa được chia ra làm 26 giáo xứ, với tòa giám mục và Nhà thờ chính tòa Đức Mẹ vô nhiễm nguyên tội nàm tại thành phố Battambang.

## Lịch sử
Hạt Phủ doãn Tông tòa được thành lập vào ngày 26/9/1968, khi Hạt Đại diện Tông tòa Campuchia (nay là Hạt Đại diện Tông tòa Phnôm Pênh) được tách ra làm ba theo tông sắc Qui in Beati Petri của Giáo hoàng Phaolô VI.

## Phủ doãn Tông tòa
- Phaolô Tep Im Sotha † (26/9/1968 - 5/1975 qua đời)
  - Trống tòa (1975-2000)[1]
- Enrique Figaredo Alvargonzales, S.I., từ 1/4/2000

## Thống kê
Đến năm 2020, Hạt Phủ doãn Tông tòa có 5.169 giáo dân trên tổng dân số 4.327.570, chiếm 0,1%.
| Năm  | Dân số   | Dân số    | Dân số | Linh mục      | Linh mục       | Linh mục      | Linh mục                | Phó tế | Tu sĩ     | Tu sĩ    | Giáo xứ |
| Năm  | giáo dân | tổng cộng | %      | linh mục đoàn | linh mục triều | linh mục dòng | tỉ lệ giáo dân/linh mục | Phó tế | nam tu sĩ | nữ tu sĩ | Giáo xứ |
| ---- | -------- | --------- | ------ | ------------- | -------------- | ------------- | ----------------------- | ------ | --------- | -------- | ------- |
| 1970 | 9.079    | 1.800.000 | 0,5    | 11            | 1              | 10            | 825                     |        | 11        | 34       |         |
| 1973 | 4.500    | 2.000.000 | 0,2    | 2             | 1              | 1             | 2.250                   |        | 1         | 14       | 12      |
| 1999 | 3.000    | 3.204.328 | 0,1    | 5             | 2              | 3             | 600                     |        | 7         | 6        | 2       |
| 2000 | 3.000    | 3.205.000 | 0,1    | 7             | 1              | 6             | 428                     |        | 10        | 7        | 8       |
| 2001 | 3.059    | 3.621.327 | 0,1    | 8             | 5              | 3             | 382                     |        | 9         | 10       | 8       |
| 2002 | 3.206    | 3.621.327 | 0,1    | 10            | 4              | 6             | 320                     |        | 6         | 14       | 8       |
| 2003 | 3.321    | 3.621.327 | 0,1    | 11            | 5              | 6             | 301                     |        | 6         | 19       | 8       |
| 2004 | 3.456    | 3.621.327 | 0,1    | 9             | 3              | 6             | 384                     |        | 6         | 19       | 9       |
| 2010 | 4.125    | 4.335.000 | 0,1    | 12            | 6              | 6             | 343                     |        | 6         | 19       | 9       |
| 2014 | 4.602    | 4.011.000 | 0,1    | 13            | 4              | 9             | 354                     |        | 15        | 31       | 27      |
| 2017 | 4.902    | 4.162.000 | 0,1    | 15            | 3              | 12            | 326                     |        | 18        | 35       | 27      |
| 2020 | 5.169    | 4.327.570 | 0,1    | 17            | 3              | 14            | 304                     |        | 19        | 36       | 26      |